# Domaća patka
Domaća patka, se uzgaja radi mesa, jaja i perja. Mnoge patke također se drže radi izložbi, kao kućni ljubimci ili radi njihove ukrasne vrijednosti. Gotovo sve sorte domaćih patki, osim mošusne patke (lat. Cairina moschata), potječu od divlje patke (Anas platyrhynchos).
Domaća patka prvi se put udomaćila u jugoistočnoj Aziji prije najmanje 4000 godina, tijekom neolitika, a uzgajali su je i Rimljani u Europi i Malajci u Aziji. U drevnom Egiptu patke su hvatane u mreže, a zatim uzgajane u zatočeništvu. Tijekom dinastije Ming popularna je pekinška patka, koju se silom hranili žitaricama, da bi bila veća te je imala dobre genetske osobine. 
Gotovo sve sorte domaće patke, osim mošusne, potječu od divlje patke.  Pripitomljavanje je uvelike izmijenilo njihove karakteristike. Domaće patke su uglavnom poligamne, dok su divlje patke monogamne. Domaće patke izgubile su teritorijalno ponašanje i manje su agresivne.  Unatoč tim razlikama, domaće se patke često pare s divljom patkom, dajući potpuno plodno hibridno potomstvo.
Patke se uzgajaju tisućama godina. Godišnje se zbog mesa uzgoji približno 3 milijarde pataka. U zapadnom svijetu nisu toliko popularne kao pilići, jer pilići imaju mnogo više bijelog nemasnog mesa i lakše ih je držati zatvorenima, što čini ukupnu cijenu pilećega mesa mnogo nižom, dok je patka relativno skupa. Iako je popularna u visokoj kuhinji, patka se rjeđe pojavljuje u masovnoj prehrambenoj industriji i restoranima nižeg cjenovnog razreda. Međutim, patke su popularnije u Kini i tamo se intenzivno uzgajaju. 
Patke se uzgajaju zbog mesa, jaja i perja, a u manjoj mjeri za proizvodnju pačje jetre (fra. foie gras). Njihova jaja su plavozelena do bijela, ovisno o pasmini.

## Vanjske poveznice
|  | Zajednički poslužitelj ima još gradiva o temi Domesticated ducks |